# Bitonto
Bitonto é uma comuna italiana da região da Puglia, província de Bari, com cerca de 56.996 gennaio 2003 habitantes. Estende-se por uma área de 172 km², tendo uma densidade populacional de 328 hab/km². Faz fronteira com Altamura, Bari, Binetto, Bitetto, Giovinazzo, Modugno, Palo del Colle, Ruvo di Puglia, Terlizzi, Toritto.

## Demografia
| Variação demográfica do município entre 1861 e 2011                               |
|                                                                                   |
| Fonte: Istituto Nazionale di Statistica (ISTAT) - Elaboração gráfica da Wikipedia |